# Luidja laht
Luidja laht är en bukt av Östersjön vid Dagö i västra Estland.   Den ligger i Hiiu kommun i Hiiumaa (Dagö), 150 km väster om huvudstaden Tallinn.
Bukten ligger på nordvästra Dagö och avgränsas i nordöst av ön Külalaid och udden Paope poolsaar och i väst av udden Palli nina som ligger på norra delen av halvön Kõpu poolsaar. Till största del består den av en lång sandstrand. Byarna vid dess kust heter Palli, Poama, Luidja och Paope. Ån Poama oja har sin mynning i bukten.
Inlandsklimat råder i trakten. Årsmedeltemperaturen i trakten är 5 °C. Den varmaste månaden är augusti, då medeltemperaturen är 16 °C, och den kallaste är januari, med −4 °C.